# Wayne Ferreira
Wayne Ferreira (15. září 1971 Johannesburg, JAR) je bývalý profesionální jihoafrický tenista. V roce 1992 získal na olympijských hrách v Barceloně stříbrnou medaili ve čtyřhře. Jeho bratrem je bývalý tenista Ellis Ferreira.

## Tenisová kariéra
Jako junior byl světovou jedničkou ve čtyřhře a světovou šestkou v singlu. V roce 1989 vyhrál titul ve čtyřhře na US Open.
Ferreira přešel mezi dospělé v roce 1989. První deblový titul na okruhu ATP vyhrál v roce 1991 v Adelaide.
Rok 1992 byl jeho průlomovým rokem, který dobře začal už na Australian Open. Tady se Ferreira dostal hned do semifinále. V červnu vyhrál také premiérový singlový titul ATP v londýnském Queen’s Clubu.
Další triumf přidal jen o pár týdnů později v New Yorku. Pro čtyřhru se dal dohromady s krajanem Pietem Norvalem a společně získali stříbrnou medailí na olympijských hrách v Barceloně.
Po úspěchy nabitém ročníku vyšel v roce 1993 Ferreira naprázdno. Následující rok si ale vše vynahradil, když získal rovnou pět titulů. O rok později přidal další čtyři vavříny.
Mezi Ferreirovy největší úspěchy patří tituly na turnajích Masters v Torontu (1996) a Stuttgartu (2000). K singlovým úspěchům přidal v roce 2000 také vítězství na Hopman Cupu po boku s Amandou Coetzerovou.
Ferreira drží nejdelší sérii v účastech na grandslamech za sebou mezi muži. Mezi Australian Open 1991 a US Open 2004 nevynechal jediný grandslamový turnaj a posbíral tak 56 účastí. Největšími úspěch na těchto turnajích byla dvě semifinále na Australian Open v roce 1992 a 2003.
Během kariéry nastřádal 15 titulů v singlu a 11 v deblu. Ve dvouhře byl nejvýše šestým (1995) a ve čtyřhře devátým mužem (2001).
Profesionální kariéru skončil v roce 2005, ale dál hraje soutěže veteránů.